# Club Necaxa 2016-2017

## Rosa 2016-2017
| N. |                      | Ruolo | Calciatore       |
| -- | -------------------- | ----- | ---------------- |
| 1  | Argentina (bandiera) | P     | Marcelo Barovero |
| 2  | Honduras (bandiera)  | D     | Brayan Beckeles  |
| 3  | Cile (bandiera)      | D     | Marcos González  |
| 4  | Messico (bandiera)   | D     | Jesús Chávez     |
| 5  | Messico (bandiera)   | C     | Alejandro Vela   |
| 6  | Messico (bandiera)   | D     | Severo Meza      |
| 7  | Messico (bandiera)   | C     | Michel García    |
| 8  | Messico (bandiera)   | C     | Xavier Báez      |
| 9  | Cile (bandiera)      | A     | Nicolás Maturana |
| 10 | Uruguay (bandiera)   | A     | Diego Riolfo     |
| 11 | Messico (bandiera)   | C     | Jesús Isijara    |
| 15 | Messico (bandiera)   | C     | Jorge Sánchez    |
| 16 | Cile (bandiera)      | C     | Manuel Iturra    |

| N. |                      | Ruolo | Calciatore           |
| -- | -------------------- | ----- | -------------------- |
| 17 | Messico (bandiera)   | A     | Alejandro Díaz       |
| 18 | Cile (bandiera)      | C     | Luis Felipe Gallegos |
| 19 | Argentina (bandiera) | A     | Claudio Riaño        |
| 20 | Argentina (bandiera) | A     | Maximiliano Barreiro |
| 21 | Argentina (bandiera) | A     | Edgar Espíndola      |
| 22 | Cile (bandiera)      | C     | Edson Puch           |
| 23 | Messico (bandiera)   | P     | Roberto Salcedo      |
| 24 | Argentina (bandiera) | C     | Jonás Aguirre        |
| 25 | Messico (bandiera)   | P     | Yosgart Gutiérrez    |
| 26 | Messico (bandiera)   | D     | Jairo González       |
| 28 | Messico (bandiera)   | D     | Severo Meza          |
| 33 | Messico (bandiera)   | D     | Mario de Luna        |